# Віктор Катала
Катерина Альберт і Парадіс, більш відома під псевдонімом Víctor Català (кат. Caterina Albert i Paradís, 11 вересня 1869, Ла-Еска, Іспанія — 27 січня 1966, там само) — іспанська письменниця-модерніст і автор одного з основоположних творів жанру, «Самотність» («Solitude») (1905). Її літературний талант був вперше виявлений в 1898 році, коли вона отримала в перший літературний приз Jocs Florals; незабаром після цього, вона почала використовувати псевдонім Віктор Катала (Víctor Català) — ім'я головного героя так ніколи не закінченого роману. Незважаючи на її успіх як драматурга й у спробах у поезії, найбільш відома вона за свою роботу в оповідній літератури.

## Біографія

### Ранні роки і модернізм
Катерина почала свою літературну кар'єру в молодому віці, співпрацюючи з ілюстрованим сатиричним тижневиком L'Esquella de la Torratxa. Перший твір — романтичні вірші під псевдонімом Virigili d'Alacseal — створені між 1897 і 1900.
Приблизно в цей же час вона отримала приз Jocs Florals d'Olot за книгу віршів «Lo Llibre Ноу» («Нова книга») і монолог «La infanticida» («дітовбивство»). Невеликий скандал вибухнув, коли журі дізналася, що автором останньої особливо гострою роботи театру була молода дівчина, і з цього моменту Катерина використовувала псевдонім Víctor Català для всіх наступних робіт.
Першою опублікованій книгою була збірка віршів «Lo Cant dēls Mesos» («Пісня з місяців») (1901). У цьому ж році вона опублікувала збірник з 4 монологів, і почала співпрацювати з модерністським журналом «Joventut». Ця публікація стала першим кроком до популярності і просуванню її літературних амбіцій, в журналі «Joventut» вона опублікувала свої перші «сільські драми» і найбільш гострі оповідання. У 1902 році її книга під назвою «Drames rurals» («Сільські драми») була опублікована і принесла їй славу. Використовуючи свій псевдонім як «щит», вона могла написати все, що їй подобалося, без будь-яких моральних обмежень, так як суспільство все ще не дивилося прихильно на авторів-жінок. У 1902 році її фіксація на темних сторонах людського існування почала залучати критиків. Незабаром після цього вона видає збірку казок «Ombrívoles» (1904) і другий збірник віршів, «Llibre Blanc» («Біла книга») (1905). Вона також опублікувала кілька менш драматичні оповідання та кілька віршів у журналі «La Ilustració Catalana».
Її найвідоміша робота, роман «Solitud» («Самотність»), був опублікований на сторінках журналу «Joventut» між 1904 і 1905 роками, а потім перевиданий у вигляді книги в 1905 році, в результаті чого отримав широке визнання, і зробив «Віктора» відомим письменником. В цей же час письменниця починає схилятися до новесентизма.

### Другий період (1907— громадянська війна в Іспанії)
У 1920 Катерина Альберт опублікувала збірку оповідань «La Mare Balena»; в 1926 р. вона випустила свій другий і останній роман «Un film 3000 metres».
Катерина була також членом Академії каталонської мови (з 1915) і Академії Великих письменників Барселони (з 1923 року). Вона була також активним фольклористом і навіть археологом, збирала і класифікувала грецькі, і римські археологічні знахідки. Її другий період літературного мовчання розпочався з початком ведення бойових дій в громадянській війні в Іспанії.

### Післявоєнний період
У 1944 році Катерина опублікувала ще одну роботу — перша збірка оповідань іспанською мовою «Retablo» (1944г.). Два роки по тому вона представила збірник художньої прози по домашнім темам, «Мозаїка» («Mosaic») (1947), яка стала першою роботою, передрукованою у каталонській редакції видавництва Далмау. У 1951 році з'являється робота «Obres Completes» (повне зібрання творів) (перевидане у 1972, вже після смерті автора).

## Літературні роботи
Літературну кар'єру письменниці можна розділити на три періоди:
1. Модернізм

- «El Cant Dels Mesos» (1901), збірка віршів.
- «Llibre Блан-Policromi-Tríptic» (1905), збірка віршів.
- «Quatre monòlegs» (1901), збірки монологів.
- «Drames rurals» (1902), збірка оповідань.
- «Ombrívoles» (1904), збірка оповідань.
- «Caires Vius» (1907), збірка оповідань.
- «Solitud» (1905), роман.

1. З 1907 до громадянської війни в Іспанії

- «La Mare-Balena» (1920), збірка оповідань.
- «Un film 3000 metres» (1926), роман.
- «Marines» (1928), антологія.
- «Contrallums» (1930), прибирання оповідань.

1. Післявоєнний період

- «Retablo» (1944), збірка оповідань іспанською мовою.
- «Mosaic» (1946), збірка художньої прози.
- «Vida mòlta» (1950), збірка оповідань.
- «Jubileu» (1951), збірка оповідань.
- «Obres Completes» (1951).